# 任鑑
任鑑（1460年—？年），字自明，河南開封府許州臨潁縣人，民籍，治《禮記》，明朝政治人物。

## 生平
河南鄉試第十三名舉人。成化二十三年（1487年）中式丁未科三甲第一百三十九名進士。

## 家族
曾祖任仲能；祖父任用；父任原，母吳氏。